# Stadio Adriatico-Giovanni Cornacchia
Stadio Adriatico-Giovanni Cornacchia je víceúčelový stadion v italské Pescaře. V současnosti je nejvíce využíván pro fotbal a atletiku, ale také pro hudební koncerty. Byl otevřen v roce 1955 a přestavěn v roce 2009. Hostil různé zápasy Italské fotbalové reprezentace a byl vybrán jako rezervní stadion pro MS 1990. Hostil také různé zápasy na OH 1960.

## Historie
Již po druhé světové válce, byly zahájeny práce na projektování nového stadionu, který by nahradil historické hřiště Rampigna, nicméně se muselo počkat na OH 1960 konané v Římě. Práce začaly na konci roku 1952 a skončily 11. prosince 1955 pro 20 000 diváků. Po několika rekonstrukcí se kapacita zvýšila na 40 000 diváků. Další rekonstrukce byla před rokem 1990, protože stadion byl zařazen jako náhradní stadion pro MS 1990 a kapacita se snížila na 34 000 diváků. Přítomnost vybavené atletické dráhy, která zahrnuje druhou dráhu venku po obvodu stadionu, umožnila hostit důležité události této disciplíny, jako jsou mistrovství Itálie v atletice v letech 1990, 1999 a 2018.
Díky pořádání XVI. středomořských her 2009 prošel stadion velkou rekonstrukcí. Byl dějištěm slavnostního zahájení a finále fotbalového turnaje. Kapacita se snížila na 22 000 diváků, byla udělána nová atletická dráha a také nové tribuny. Současně s těmito zásahy byl stadion pojmenován po sportovci Giovannim Cornacchiovi, který pocházel z města.
Po roce 2015 se kapacita se snížila na dnešních 20 515 diváků.

## Zápasy

### Olympijské hry
Stadion hostil tři zápasy na OH 1960 konané v Italském městě Řím.
- Jugoslávie –  Egypt 6:1 (skupina A) 26. srpna
- Tunisko –  Argentina 1:2 (skupina C) 29. srpna
- Peru –  Indie 3:1 (skupina D) 1. září